# Alexandru Hanță
Alexandru (Alec) Hanță (n. 22 aprilie 1931, comuna Soveja, județul Vrancea – d. 2008, [București) a fost un profesor universitar, critic și istoric literar și decan al Facultății de Litere a Universității din București.

## Studii
Urmează cursurile Liceului “Unirea” din Focșani și Liceul “Ioan Slavici” din Panciu, cu bacalaureatul în 1951.
Este absolvent al facultații de Filologie a Universitații din București în 1955 și cu specializare la Rennes, Franța, în 1963, in literatura din epoca feudală.

## Debut
Debutează în presă în revista Tânărul scriitor (1956) și în editorial în 1976, cu Ideea de patrie în literatura română, după care publică Contemporanul (1881-1891), o revistă așa cum a fost în 1983 și Idei și forme literare pînă la Titu Maiorescu în 1985.

## Activitate
Cariera universitară la Facultatea de Litere a Universității din București îl ajută să urce toate treptele didactice, de la cea de asistent până la profesor universitar.
Devine doctor în știinte filologice cu teza Idei si forme literare la români.
Este lector de literatură, istorie și civilizație românească la Universitatea din Toulouse între 1964 și 1966 și la Universitatea din Montpellier în perioada 1968 – 1969.
Devine decan al Facultații de Limba si Literatura Română a Universitații din București.
Este membru al Uniunii Scriitorilor din România și autor a numeroase studii introductive, prefețe si postfețe la ediții din operele unor scriitori din perioada interbelică.
Critic si istoric literar de tip universitar, este echilibrat in afirmații, cu argumente bibliografice solide în idei și interpretari noi.
Vorbind de idea de patrie in literatura română, fiul plaiurilor „Mioriței” si al Sovejei lui Simion Mehedinți afirmă:”Caracterul angajat al literaturii române se materializează in primul rând in alegerea cu preferință a temelor naționale și sociale, in utilizarea cu intenții programatice a sensurilor multiple ale folclorului și istoriei naționale, in elogiul frumuseților pământului, exaltarea eroismului dovedit in lupta pentru apărarea libertații și demnitații și, concomitent, analiza critică, antietică a prezentului, în sfârșit, în cultul omului îi pledoaria pentru emanciparea sa.”